# Бобровка (Варненский район)
Бобровка — упразднённый посёлок в Варненском районе Челябинской области. На момент упразднения входил в состав Алексеевского сельсовета. Исключен из учётных данных в 1978 г.

## География
Располагался на правом берегу реки Тогузак, на расстоянии примерно 5 км (по прямой) к юго-востоку от села Алексеевка.

## История
По данным на 1926 год хутор Ново-Бобровский состоял из 17 хозяйства. В административном отношении входил в состав Алексеевского сельсовета Варненского района Троицкого округа Уральской области.
По данным на 1970 год посёлок входил в состав Алексеевского сельсовета. В посёлке располагалась бригада колхоза «Новый путь».
Исключен из учётных данных решением Челябинского областного Совета народных депутатов от 24.01.1978 года № 45.

## Население
| 1970 | 1977 |
| ---- | ---- |
| 73   | ↘0   |

По переписи 1926 года на хуторе проживало 95 человек (46 мужчин и 49 женщин), в том числе русские составляли 100 % населения.